# Лактазна недостатність
Лактáзна недостáтність або неперено́симість лакто́зи (гіполактазія) — нездатність організму засвоювати лактозу, основний цукор у молоці. Не те саме, що алергія до молока. Є симптомом багатьох хвороб травної системи.

## Географічне поширення

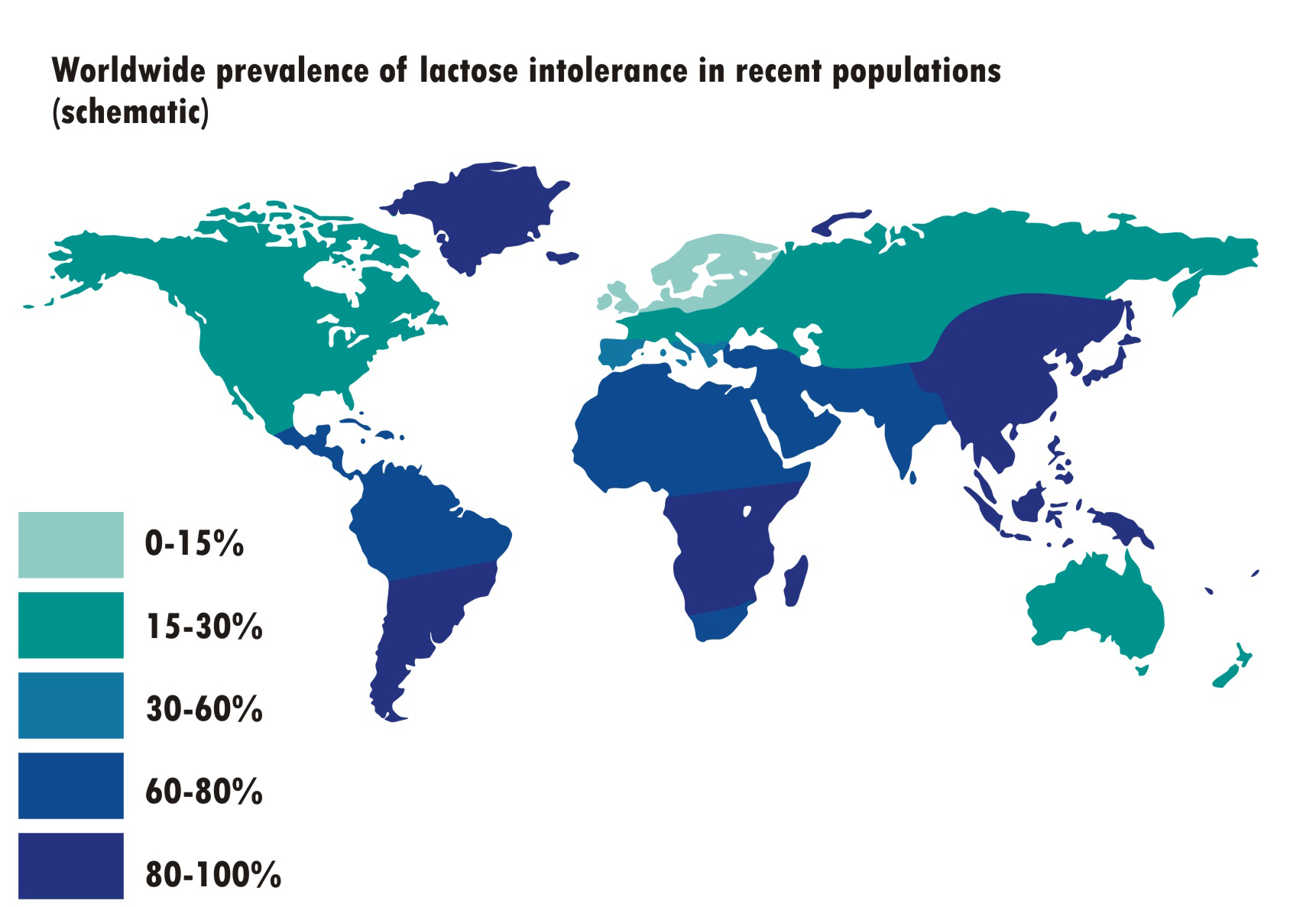
Географічне поширення гіполактазії

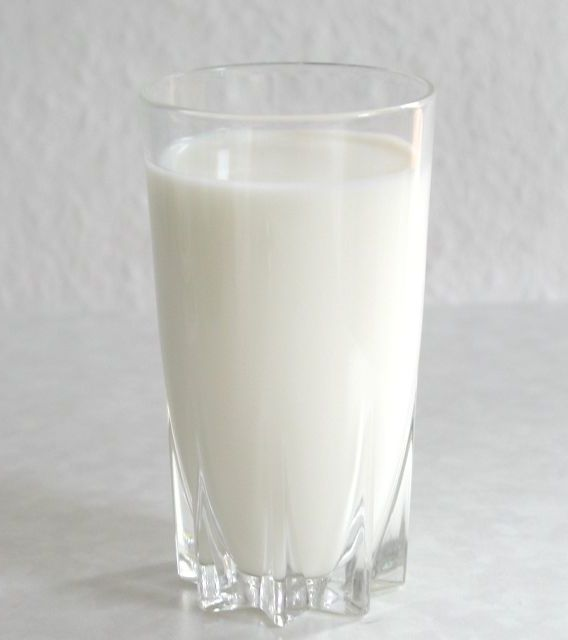
Склянка молока

Непереносимість лактози найчастіше трапляється серед азійського населення. Європейці та вихідці з Європи, (окрім східноєвропейських євреїв — ашкеназі), страждають від неї найменше.

## Патогенез
Для того, щоб лактоза потрапила в кров'яне русло, її потрібно розщепити на глюкозу та галактозу. А це відбувається лише за наявності ферменту, який має назву лактаза. Проблема полягає в тому, що коли дитина підростає, організм починає виробляти менше лактази, тому через брак цього ферменту багато дорослих не переносить лактози.
Коли в організмі людини надходить з молоком або іншими молочними продуктами більше лактози, ніж може перетравитися, бактерії у товстій кишці перетворюють її на молочну кислоту та вуглекислий газ. Уже за 30 хвилин з'являються характерні симптоми: нудота, гострий біль, здуття та пронос.
Ступінь сприйняття лактози буває різний. Дехто може без жодних проблем випити пів склянки молока. А в іншого навіть ця незначна кількість викличе серйозні симптоми. Тому, аби визначити скільки людина може дозволити собі молока, їй слід починати з півсклянки. Слід зауважити, що хоча симптоми непереносимості лактози породжують дискомфорт, вони рідко коли загрожують здоров'ю.

### Діагностика
Існує декілька способів встановити чи людина переносить лактозу, чи ні:
- Тест на переносність лактози

Пацієнт натще випиває рідину, що містить лактозу. Після чого робиться аналіз крові, щоб визначити, чи лактоза добре засвоюється.
- Тест на вміст водню при видиху

Неперетравлена лактоза продукує різні гази, включаючи водень. З кишки він потрапляє в кровообіг, а потім у легені й виводиться з організму з видихом.
- Аналіз калу на кислотність

Неперетравлена лактоза продукує в товстій кишці кислоти, які можна виявити в калі.

### Що їсти й чого уникати
До продуктів, які містять лактозу, належить молоко, морозиво, йогурт, масло та сир. Деякі фабрикати (торти, тістечка, каші та соуси до салатів) також можуть містити лактозу.
Однак, оскільки молоко є основним джерелом кальцію, брак цього мінералу в організмі може призвести до остеопорозу. Через це особи, які не переносять лактози, повинні споживати інші продукти, багаті на кальцій. До таких продуктів належать свіжі овочі: різні види капусти, особливо броколі, шпинат, а також мигдаль, сезамове насіння і риба з м'якими кістками, наприклад риби роду Сардина та лосось.
Якщо ви не переносите лактози, то не поспішайте повністю виключити зі свого раціону молоко та молочні продукти. Спробуйте визначити, скільки можете споживати, і не перевищуйте цієї міри. У твердих сирах та сирах з пліснявою менше лактози, тож існує велика ймовірність, що вони не зашкодять.

### Кефір та йогурт
Під час процесу ферментації кефіру бактерії та дріжджі розщеплюють лактозу на глюкозу та галактозу. У результаті ферментації рівень лактози знижується на 20–30 % порівняно з початковим вмістом лактози в молоці. Одне дослідження показало, що коли люди з непереносимістю лактози споживали таку саму кількість лактози в молоці, кефірі або йогурті, у двох останніх симптоми непереносимості лактози значно зменшувалися протягом перших 8 годин після вживання. Цей результат свідчить про те, що йогурт і кефір можуть бути придатними для людей з непереносимістю лактози. Однак довгостроковий вплив споживання кефіру на непереносимість лактози не вивчався. Було також показано, що кисломолочні продукти мають більш повільний час перетравлення, ніж молоко, що може додатково покращити перетравлення лактози.